# Tour Pointe Simon
La tour Pointe Simon, également connue sous le nom de tour Lumina, est un gratte-ciel situé à Fort-de-France, en Martinique. Culminant à 105,5 mètres avec 20 étages, elle est le plus haut bâtiment de l’île.

## Historique
La construction du complexe a débuté en 2007. Le développement est financé à l’origine par Guardian Holdings, une compagnie d’assurance basée à Trinidad-et-Tobago, et par la Royal Bank of Canada Caribbean (devenue ensuite RBTT, Royal Bank of Trinidad and Tobago). L’investissement global est estimé à 200 millions d’euros.
Le chantier a rencontré de nombreux obstacles, notamment des retards significatifs et des dépassements budgétaires. La pose des fondations, profondes de 60 mètres, a pris plusieurs années. Les normes parasismiques rigoureuses ont également ralenti les travaux. En 2010, la RBTT se retire du projet, obligeant Guardian Holdings à racheter sa part. En 2013, les travaux de la tour et de la résidence étaient bien avancés, mais la construction de l’hôtel était à l’arrêt.
Initialement prévue pour début 2012, l’ouverture du complexe est plusieurs fois repoussée. En mars 2013, la commission de sécurité reporte son avis sur l’ouverture au public en raison de divers problèmes techniques persistants. Parmi les raisons invoquées figurent un dossier de défiscalisation en attente, des suspicions de travail illégal, et le respect des normes parasismiques.
Guardian Holdings, acteur majeur du secteur assurantiel dans les Antilles britanniques et néerlandaises, est le principal initiateur du projet. En 2015, le holding Dynamis, via la Compagnie Hôtelière de la Pointe Simon (CoHPS), acquiert les murs et le fonds de commerce de l’hôtel du complexe. Dynamis détient 76 % des parts de CoHPS, Guardian Holdings en possède 24 %. Geoffroy Marraud des Grottes préside ces deux entités.
En 2016, 29,99 % des actions de Guardian Holdings sont rachetées par la Banque Nationale de la Jamaïque (NCBJ), détenue à 72 % par le Portland Group, un holding financier jamaïcain/canadien fondé par Michael Lee-Chin. En décembre 2017, la NCBJ annonce son intention d’acquérir jusqu’à 62 % des actions de Guardian Holdings.

## Description
Le complexe de la Pointe Simon est composé de trois bâtiments principaux : la tour Lumina, une résidence de standing et un hôtel. La tour elle-même compte 21 étages, tandis que la résidence comprend 45 appartements. Le bâtiment destiné à accueillir l’hôtel s’étend sur sept étages. Il s'agit d’un projet à vocation mixte comprenant des logements, des bureaux, un hôtel et des espaces commerciaux.